# Danie van Schalkwyk
Pour les articles homonymes, voir Van Schalkwyk.
Pas d'image ? Cliquez ici

a Compétitions nationales et continentales officielles uniquement.

b Matchs officiels uniquement.
Dernière mise à jour le 8 août 2009.
Daniel van Schalkwyk, né le 1er février 1975 à Boksburg, Afrique du Sud, est un joueur de rugby à XV qui a joué avec l'équipe d'Afrique du Sud. Il évolue au poste de trois-quarts centre.

## Carrière

### En club et province
- Province : Blue Bulls

### En équipe nationale
Il a disputé son premier test match le 2 juillet 1996 contre l'équipe des Fidji.  Il joua son dernier test match contre l'Australie, le 2 août 1997.
- 8 sélections
- 10 points (2 essais)
- Test matchs par année : 4 en 1996, 8 en 1997